# 알렉산드르 아키펭코

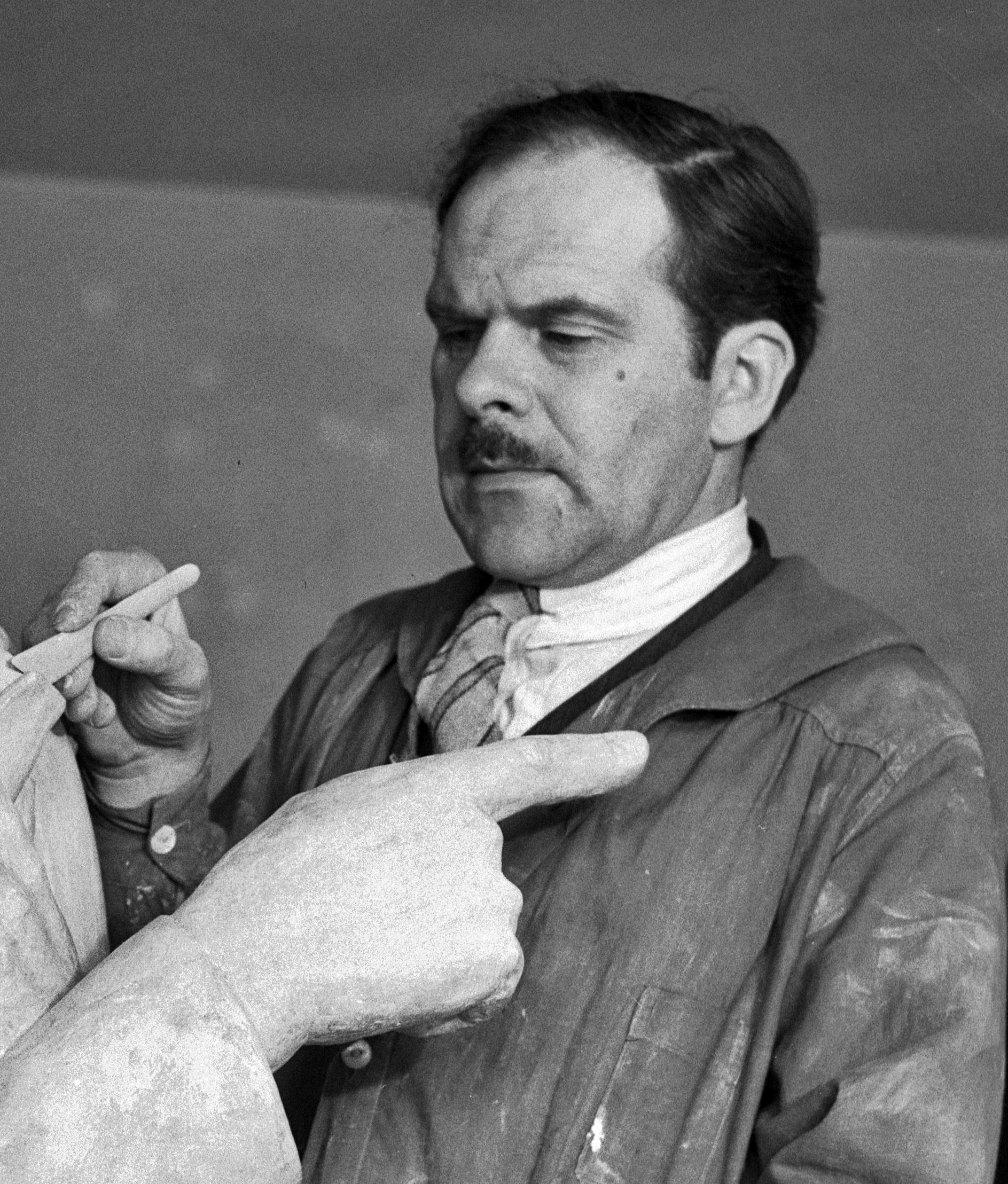

알렉산드르 아키펭코(Alexander Porfyrovych Archipenko, Олександр Порфирович Архипенко, 1887년 5월 30일 ~ 1964년 2월 25일)는 러시아 제국 태생의 미국의 미술가, 조각가이다.
북구의 표현주의적 요소에 입체파의 원칙을 가미하여 독특한 조형에 도달한 아키펭코는 키이우 출신 조각가이다. 1902년부터 1906년에 걸쳐 그곳 미술학교에서 배웠고 1908년 파리로 이주하였다. 1910년 파리에서 사숙(私塾)을 개설하여 현대조각의 이념적인 탐구를 하는 동시에 입체파의 원칙에 서서 제작을 하였다. 그것은 대상의 볼륨을 부정하여 그 양감을 자유롭게 선택한 네가와 포지의 형식으로 환원하여 재구성해 가는 작업인데, 예를 들면 인체 각 부분의 부푼 부분을 반대로 오목하게 표현하는 기법이다. 이것으로써 그는 유려(流麗)하고 신선한 하나의 양식에 도달하였다. 1923년 미국으로 이주, 1928년 시민권을 얻어 미국 각지에서 교편을 잡았다가 1939년에는 또다시 뉴욕에서 사숙을 개설하여 후진의 지도를 담당하였으며 1964년 그 곳에서 사망하였다.